# Melasina folligera
Melasina folligera är en fjärilsart som beskrevs av Edward Meyrick 1920. Melasina folligera ingår i släktet Melasina och familjen säckspinnare. Inga underarter finns listade i Catalogue of Life.